# دارينا أباناشينكو
دارينا أولكساندريفنا أباناشينكو (الأوكرانية: Дарина Олександривна Апанашченко ؛ من مواليد 16 مايو 1986) هي لاعبة كرة قدم أوكرانية ، لعب في مركز الهجوم في نادي نادي فومغيت التركي وفريق كرة القدم الوطني الأوكراني للسيدات. لعبت لمدة 14 عامًا في روسيا لفرق بطولة كرة القدم النسائية الروسية نادي إف سي إنيرجي فورونيز و نادي ريازان- في دي في و زفيزدا 2005 بيرم.